# Haselbach (bei Altenburg)
Haselbach ist eine Gemeinde im thüringischen Landkreis Altenburger Land. Sie gehört zur Verwaltungsgemeinschaft Pleißenaue und wird zum Leipziger Neuseenland gezählt. Die Braunkohleindustrie prägte den Ort, besonders durch die sprunghaften Bevölkerungsanstiege. Am Anfang der 2000er war die Einwohnerzahl relativ stabil.

## Geografie

### Allgemeines
Östlich von Haselbach befindet sich das Hochwasserrückhaltebecken Regis-Serbitz, welches die Pleiße aufstauen kann. Weiterhin existieren im Gemeindegebiet acht der sechzehn Haselbacher Teiche, die durch den Gerstenbach gespeist werden und eine Wasserfläche von 56,6 Hektar besitzen. Zudem besteht noch der von 1993 bis 1999 geflutete und aus einem Tagebaurestloch entstandene Haselbacher See. Das teilweise leicht wellige Relief der Gemeinde ist die Folge der Aufkippung um 1910 bis 1920.

### Nachbargemeinden
Angrenzende Gemeinden sind Treben und Meuselwitz im Landkreis Altenburger Land sowie die Stadt Regis-Breitingen im sächsischen Landkreis Leipzig.

## Geschichte

### 13. bis 19. Jahrhundert

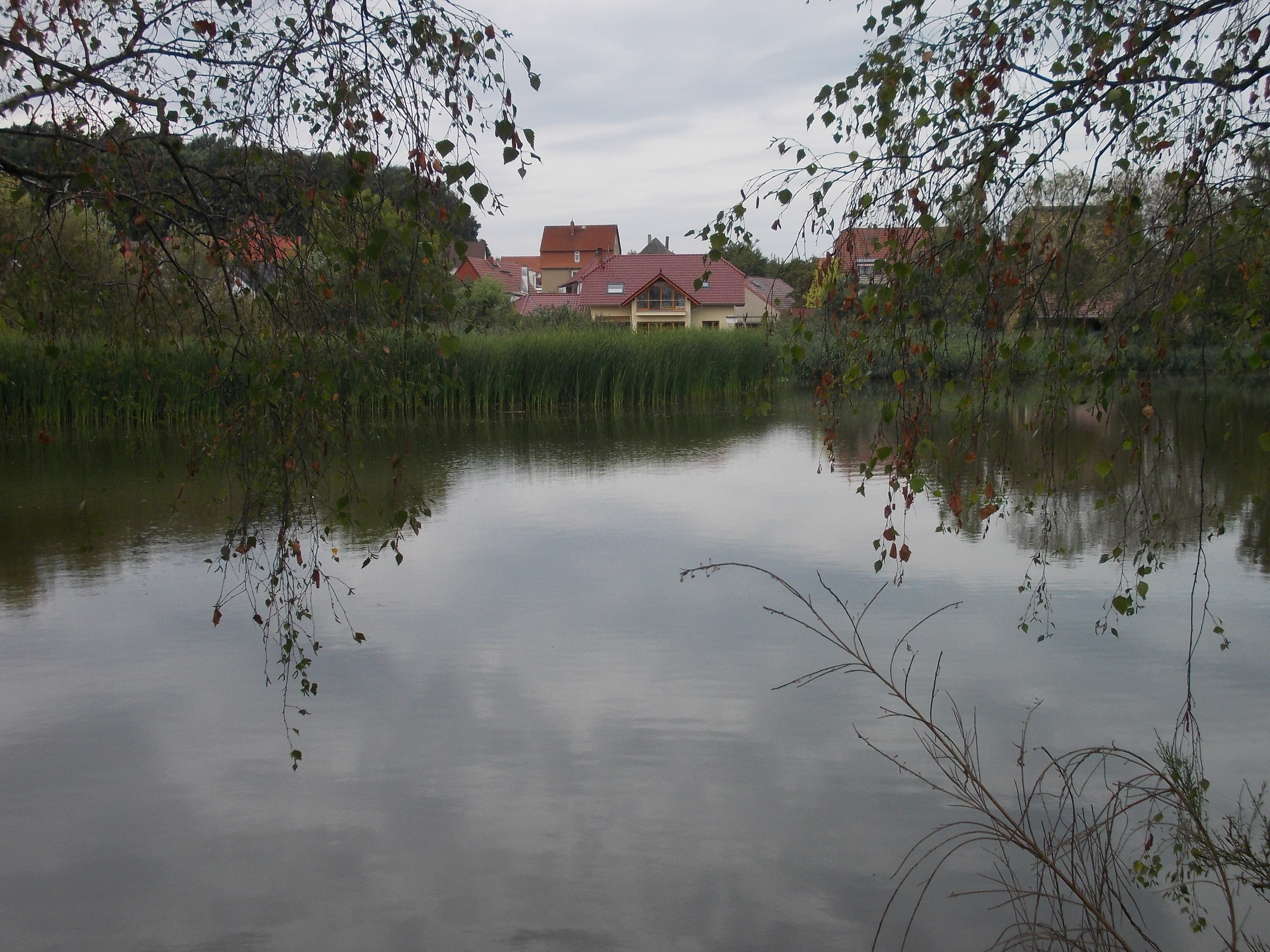
Rittergutsteich

Haselbach wurde 1282 erstmals urkundlich erwähnt. Trotz des deutschen Ortsnamens wird von einer sorbischen Dorfgründung ausgegangen, dem typischsten Objekt, dem Rundling. Der Ort war Rittergutssitz, sein Besitzer von 1521, Burggraf Hugo von Leißnig, veranlasste die Anlegung der Haselbacher Teiche zur Fischzucht, 16 an der Zahl, nicht zu verwechseln mit dem Haselbacher See. Der Ort brannte im Dreißigjährigen Krieg nahezu vollständig ab. Im Jahre 1804 wurde am größten dieser Gewässer eine Wollspinnerei errichtet.
Haselbach gehörte zum wettinischen Amt Altenburg, welches ab dem 16. Jahrhundert aufgrund mehrerer Teilungen im Lauf seines Bestehens unter der Hoheit folgender Ernestinischer Herzogtümer stand: Herzogtum Sachsen (1554 bis 1572), Herzogtum Sachsen-Weimar (1572 bis 1603), Herzogtum Sachsen-Altenburg (1603 bis 1672), Herzogtum Sachsen-Gotha-Altenburg (1672 bis 1826). Bei der Neuordnung der Ernestinischen Herzogtümer im Jahr 1826 kam der Ort wiederum zum Herzogtum Sachsen-Altenburg. Nach der Verwaltungsreform im Herzogtum gehörte er bezüglich der Verwaltung zum Ostkreis (bis 1900) bzw. zum Landratsamt Altenburg (ab 1900).
Der Braunkohlebergbau des Mitteldeutschen Reviers begann im Jahre 1867.

### 20. Jahrhundert bis zur Gegenwart

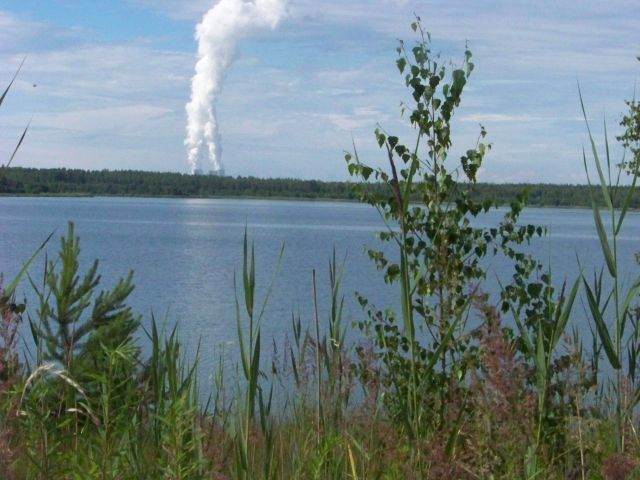
Haselbacher See

Im Jahre 1908 wurde eine Brikettfabrik errichtet, die 1992 abgerissen wurde, zudem entstand die heute noch existente Tonwarenindustrie, da der Bergbauabraum hochwertige Tone enthielt; so wurden 1941 bereits 234.000 Tonnen verarbeitet. Haselbach gehörte ab 1918 zum Freistaat Sachsen-Altenburg, der 1920 im Land Thüringen aufging. 1922 kam der Ort zum Landkreis Altenburg.
In den Lagern „Haselbach II“ (belegt mit 124 Personen) und „Haselbach IV“ (42 Personen) wurden Zwangsarbeiter für das Schwelwerk Regis-Breitingen und die Firma Nordmann untergebracht.
Bei der zweiten Kreisreform in der DDR wurden 1952 die bestehenden Länder aufgelöst und die Landkreise neu zugeschnitten. Somit kam Haselbach mit dem Kreis Altenburg an den Bezirk Leipzig. 1954 begann der Aufschluss des Tagebaus Haselbach III, des letzten Braunkohlentagebaus im Altenburger Land, 1957 wurde die erste Kohle gefördert. Er war bis 1977 in Betrieb. Es folgte die Wiederaufforstung sowie die Flutung des Restlochs, aus dem der Haselbacher See entstand.
Mit der Neugründung des Freistaats Thüringen im Jahr 1990 kam Haselbach zum thüringischen Landkreis Altenburg, der 1994 im Landkreis Altenburger Land aufging. Seit 1991 gehört der Ort zur Verwaltungsgemeinschaft Pleißenaue.

### Entwicklung der Einwohnerzahl

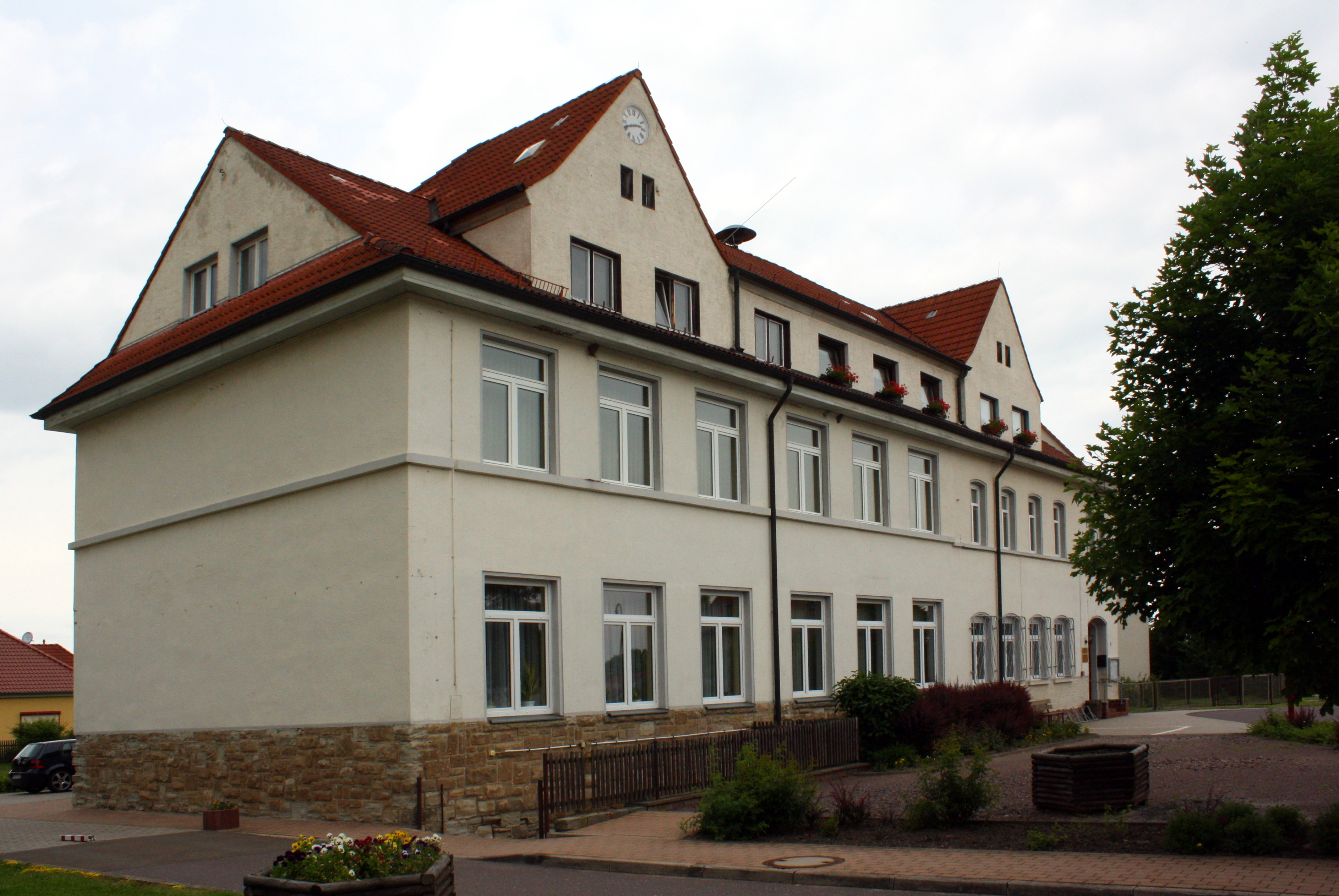
Gemeindeamt und Arztpraxis

| - 1833 – 0230 - 1925 – 0874 - 1933 – 0975 - 1939 – 1157 - 1960 – 1962 - 1982 – 1301 - 1994 – 1098 | - 1995 – 1061 - 1996 – 1009 - 1997 – 0961 - 1998 – 0918 - 1999 – 0909 - 2000 – 0905 - 2001 – 0892 | - 2002 – 881 - 2003 – 870 - 2004 – 886 - 2005 – 894 - 2006 – 872 - 2007 – 882 - 2008 – 870 | - 2009 – 850 - 2010 – 833 - 2011 – 824 - 2012 – 810 - 2013 – 827 - 2014 – 814 - 2015 – 797 | - 2016 – 805 - 2017 – 821 - 2018 – 807 - 2019 – 800 - 2020 – 805 - 2021 – 806 - 2022 – 825 | - 2023 – 809 |

Datenquelle ab 1994: Thüringer Landesamt für Statistik, jeweils am 31. Dezember

## Politik

### Bürgermeister
Bürgermeisterin war von 1994 bis 1999 Dagmar Köster. Von 1999 bis 2001 bekleidete der FDP-Politiker Uwe Köhler das Bürgermeisteramt. Der CDU-Politiker Hans-Joachim Ignasiak war von 2001 bis 2010 Amtsinhaber. Die Wahl 2010 gewann der CDU-Politiker Eckhard Gilge und wurde am 5. Juni 2016 mit einer Mehrheit von 98,6 % und einer Wahlbeteiligung von 42,5 (+ 2,7 %p) im Amt bestätigt.

### Gemeinderat
Seit der Kommunalwahl vom 25. Mai 2014 setzt sich der Gemeinderat wie folgt zusammen:
- Feuerwehrverein – 3 Sitze (34,3 %)
- CDU – 3 Sitze (34,1 %)
- SPD – 2 Sitze (31,6 %)

Die Wahlbeteiligung lag bei 45,0 % (+0,4 %).
Im Bürgerhaus, welches das Gemeindeamt beherbergt, befinden sich außerdem eine Arztpraxis sowie ein Jugendclub.

## Kultur
In erster Linie wäre da der Haselbacher See als Naherholungsgebiet zu nennen. Des Weiteren existiert eine Sportanlage mit Kegelbahn. Einen öffentlichen Spielplatz gibt es beim Kindergarten. Weiterhin besitzt der Ort einen Haltepunkt an der Bahnstrecke Regis-Breitingen–Meuselwitz (ehemalige Kohlebahn, heute Museumsbahn).

## Wirtschaft und Infrastruktur
Obwohl der Abschnitt von Leipzig nach Altenburg der Bahnstrecke Leipzig–Hof durch den Ort führt, hat er keinen eigenen Haltepunkt. Die nächsten Haltepunkte sind Regis-Breitingen im Norden und Treben-Lehma im Süden. Die Gemeinde hält ein Gewerbegebiet mit einem Metallbauunternehmen und einer Bausanierungsfirma vor.

### Wasserver- und Abwasserentsorgung
Die Aufgaben der Wasserver- und Abwasserentsorgung hat die Gemeinde dem Zweckverband Wasserver- und Abwasserentsorgung Altenburger Land übertragen.

## Persönlichkeiten
- Walter Busch (1932–2020), Veterinärmediziner